# Caroline Unger
Caroline Maria Unger, i Italien känd som Caroline Ungher-Sabatier, född 28 oktober 1803 i Wien, död 23 mars 1877 i Florens, var en österrikisk operasångerska, alt. Hon var särskild framgångsrik med verk som Gaetano Donizetti skrev för henne.
Ungers föräldrar upptäckte tidigt hennes musikaliska begåvning och hon fick sin utbildning av Mozarts svägerska Aloisia Weber, av operasångaren Johann Michael Vogl och av Domenico Ronconi. Unger började 1821 vid Kärntnertortheater som var en föregångare till Wiener Staatsoper. När Symfoni nr 9 av Ludwig van Beethoven uppfördes för första gången var hon en av de medverkande. Vid tillfället var Beethoven redan döv och hon förmådde honom att vända sig mot åhörarna och ta emot de stående ovationerna.
Unger blev bekant med flera italienska musiker som besökte Wien varje vår. Den italienska impressarion Domenico Barbaja tog henne med till Neapel. Under de följande åren gästspelade hon bland annat i Rom, vid La Scala i Milano, i Florens och i Paris.
Hon var 1839 förlovad med diktaren Nikolaus Lenau men på grund av olika missförstånd och motsättningar slogs den upp och Unger gifte sig 1840 med mecenaten François Sabatier. Giftermålet medförde att hon saknade tid för karriären och dessutom fick hon hälsoproblem som påverkade sångförmågan. Unger hade sitt sista framträdande som sångare den 5 september 1841 på Semperoper i Dresden.
Hon levde fram till sin död i parets palats i Florens.

## Utmärkelser
- 1837: En guldmedalj med inskriptionen: musicis modis summa gestu major.[7]